# 万塞讷城堡
万塞讷城堡（法語：Château de Vincennes，發音：[ʃato də vɛ̃sɛn]）坐落于法国法兰西岛大区马恩河谷省（94省）万塞讷（巴黎东边），位于巴黎地铁1号线终点站。万塞讷城堡建于1337年至1373年，曾是法国非常重要的皇家军事堡垒，也是法国现存的占地面积最大的皇家城堡。其城堡主塔52米的高度也使其成为欧洲最高的军事堡垒。

## 地理位置
万塞讷城堡位于法国首都巴黎近郊，距离西岱岛大约8千米（步行需要两个小时）。
不像其他的军事堡垒，这座城堡既不是建立在山岗高地之上，也不是悬崖峭壁之边，而是一块石灰质的平地之上。城堡附近也没有护城河，只有一条稍小的河流。
城堡建于中世纪，附近曾是一片狩猎森林。20世纪的城市化进程致使森林面积减少很多，如今遗留下的这片森林被称为万塞讷森林。

## 建筑风格
有别于一般的军事堡垒，温森城堡看起来更像是一个占地宽阔的要塞，或是一处特别防范的皇家住所。
万塞讷城堡由一个简单的邸宅演变而来。很长一段时间，它为皇室及其随行的大臣、侍从及保护其安全的战士提供住所。城堡占地是一个长330米，宽175米的长方形。城堡四周有围墙，两边有三扇大门和六座42米高的塔楼。围墙之内，有一个组塔楼、民用住宅、军用场所、办公场所以及一个小礼拜堂。中世纪时期，这里可以住下几万人。
在危急时刻，主塔楼可以给國王提供一个藏身处，并且只有國王才可以使用。主塔周围的护城河、一座堡垒和两座带桥保证了皇帝的安全。主塔楼的最低端用来储藏水和一些食物，第二层和第三層是國王的房间，其上三层是國王的侍从和战士的房间。

## 历史

### 中世纪时期

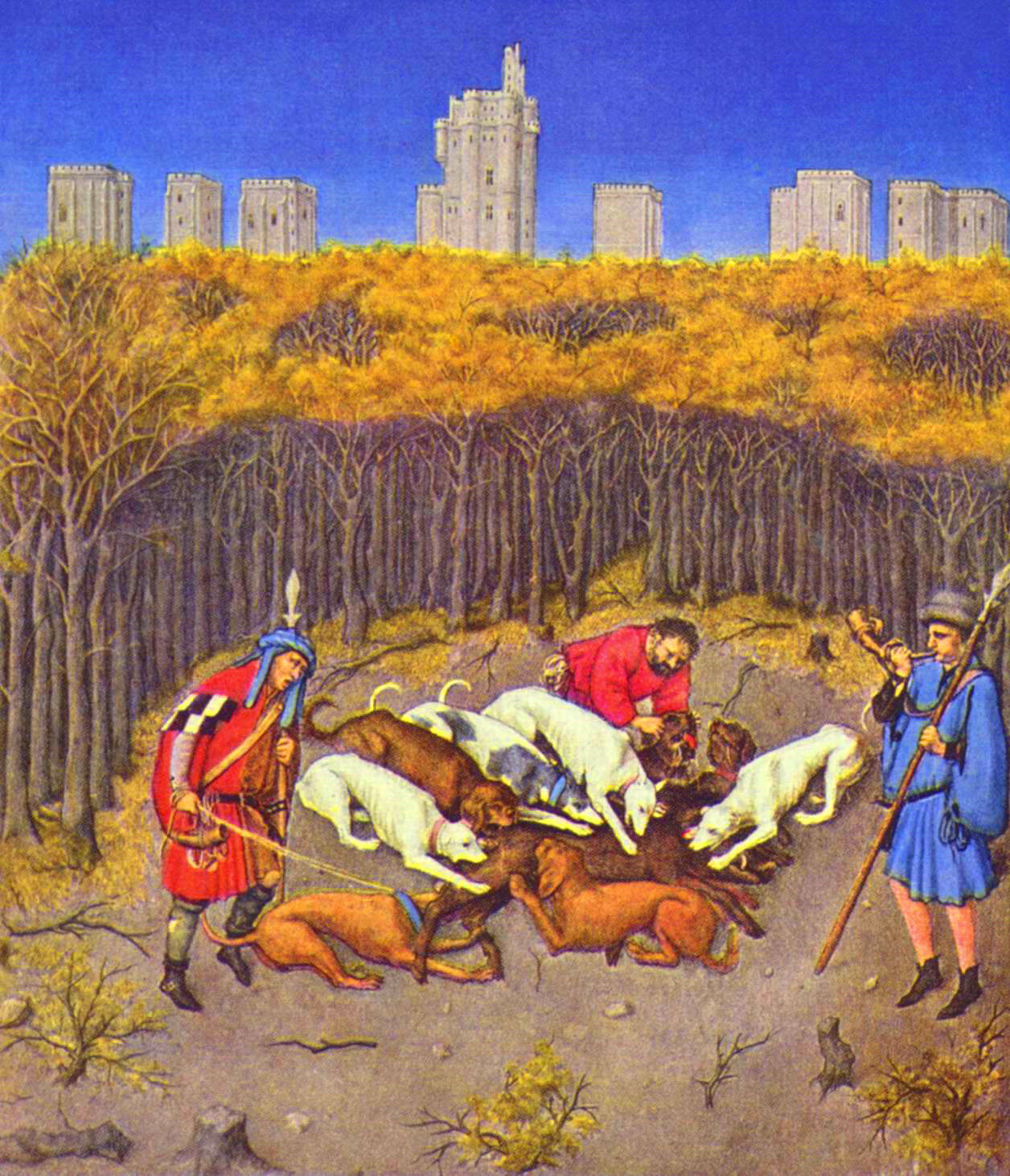
《贝里公爵的收获时刻》这幅画展现了万塞讷城堡

路易七世在1150年左右为方便狩猎而在万塞讷森林附近建了一座简易的房子。8世纪时期，经过腓力二世和路易九世的不断扩建而成为一处小城堡。路易九世（又被人称为圣路易）正是从万塞讷城堡出发开始十字军东征，再也没有回来。中世纪时期，万塞讷城堡已不是军事城堡：腓力三世和腓力四世分别于1274年、1284年在此结婚；法国三个國王：路易十世、腓力五世、查理四世分别于1316年、1322年、1328年在此去世。此外，耶稣的圣物荆冠在移至巴黎圣礼拜堂之前一直保存在万塞讷城堡中。后来，为了保存荆冠遗留下的一些碎片，人们在万塞讷城堡中建造了一个小礼拜堂。

### 文艺复兴时期

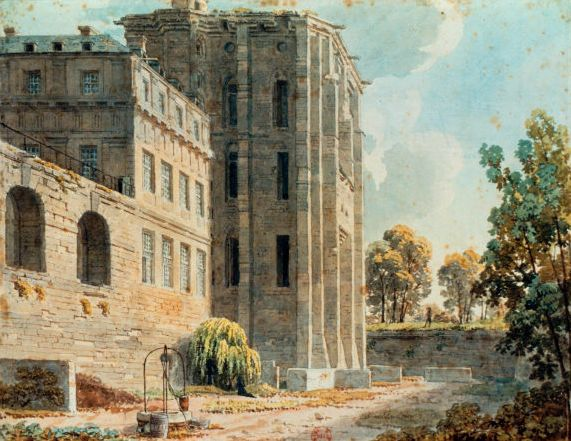
十四世纪时期城堡壕沟及皇后塔楼的风景，垂柳处是处决昂吉安公爵的地方。水彩画，作者不详，1820年

在法国宗教战争时期，亨利四世曾被关押在万塞讷城堡中。
17世纪，建筑师路易·勒沃为路易十四建造了國王塔楼和王后塔楼。万塞讷城堡从此就成为皇室的第三处住宅。建筑工程并没有很快完成，因为此时大量的精力财力用于凡尔赛宫的修建。万塞讷城堡中保存了路易十四早期风格的一些作品，但很快作品的质量就被沃子爵城堡超过了。只因为此事，沃子爵城堡的建造者尼古拉·富凯被投进了万塞讷城堡的监狱中。
18世纪，城堡被皇室废弃了。后来它成了生产万塞讷瓷器（塞夫尔瓷器的前身）的工厂，后又成为国家监狱。萨德侯爵、米拉波侯爵、德尼·狄德罗侯爵都曾被关押在此。
1796年，万塞讷城堡被改造成军工厂。1804年，昂吉安公爵在城堡的壕沟中被枪决。1815年，在反法同盟占领巴黎时期，被拿破仑任命为城堡守卫者的皮埃尔·多梅尼将军和敌军进行了顽强的抵抗。联军试图夺取城堡中的军火库，但将军死死把守。尽管敌军百般威逼利诱，多梅尼将军和身边留下的不足200多人仍然把守了城堡5个多月。最终，在路易十八的命令下，多梅尼将军宣布投降，带着法国国旗离开了城堡。

### 近代

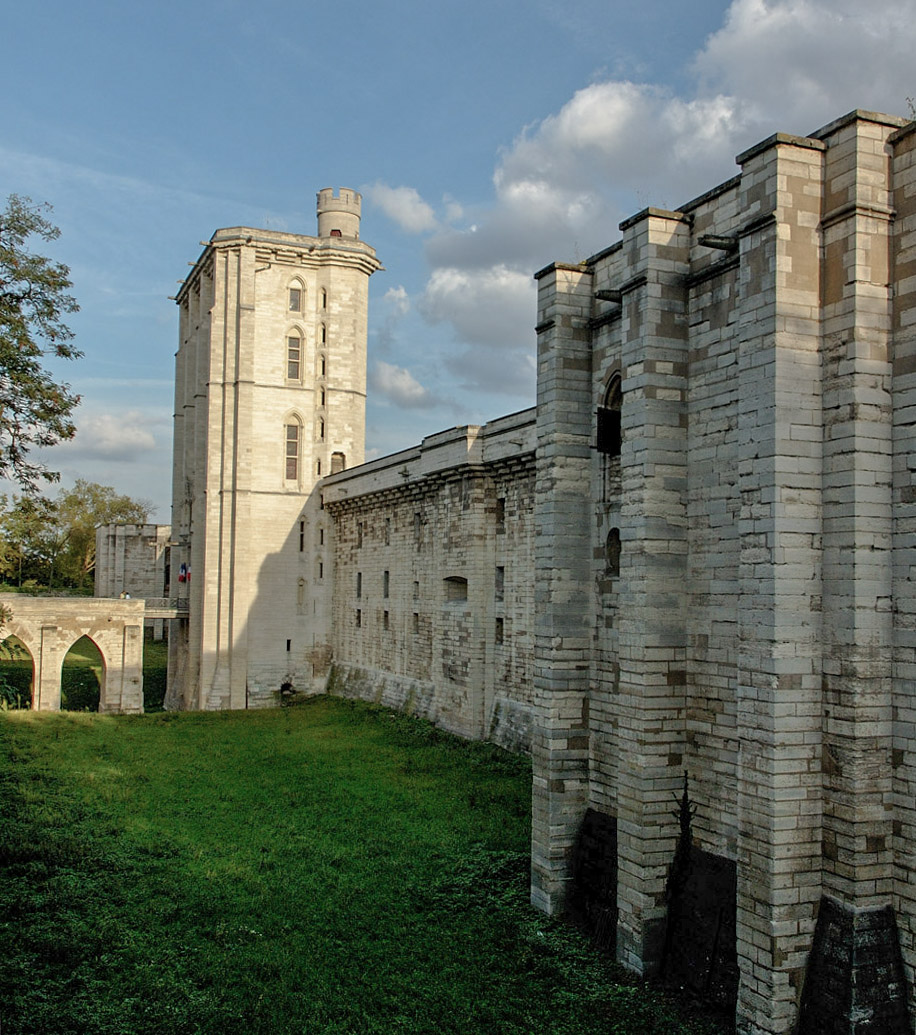
万塞讷城堡的北墙和主入口

万塞讷城堡内主塔的大门是从聖殿塔（被拿破仑拆毁）上拆下来的。拿破仑也拆毁了万塞讷城堡内的很多塔楼。城堡内的花园在19世纪根据英式花园风格进行了翻修。后来，拿破仑三世委托歐仁·維奧萊-勒-杜克对小礼拜堂和城堡主塔进行了维修，并将城堡周边的9,95 km2的万塞讷森林赠与巴黎市政府。
1917年10月15日，玛塔·哈里因从事间谍活动在城堡壕沟中被枪决。
二战时期，法军统帅莫里斯·甘末林以此为据点，指挥法军抵挡德军在1940的侵略。1944年8月2日，三支德国武裝親衛隊从诺曼底前线撤退，停留在万塞讷城堡。1944年8月20日，纳粹德军在此杀害30名人质。8月24日、25日晚间（解放巴黎时期），德军摧毁了三处存放军需品的秘密基地。引起的大火烧了差不多八天。
1964年，当时的法国总统夏尔·戴高乐厌倦了常年困于巴黎，希望离开爱丽舍宫，另寻住处。他选择了万塞讷城堡作为总统新住所。但最终，这个想法从未得到施行。

### 现代

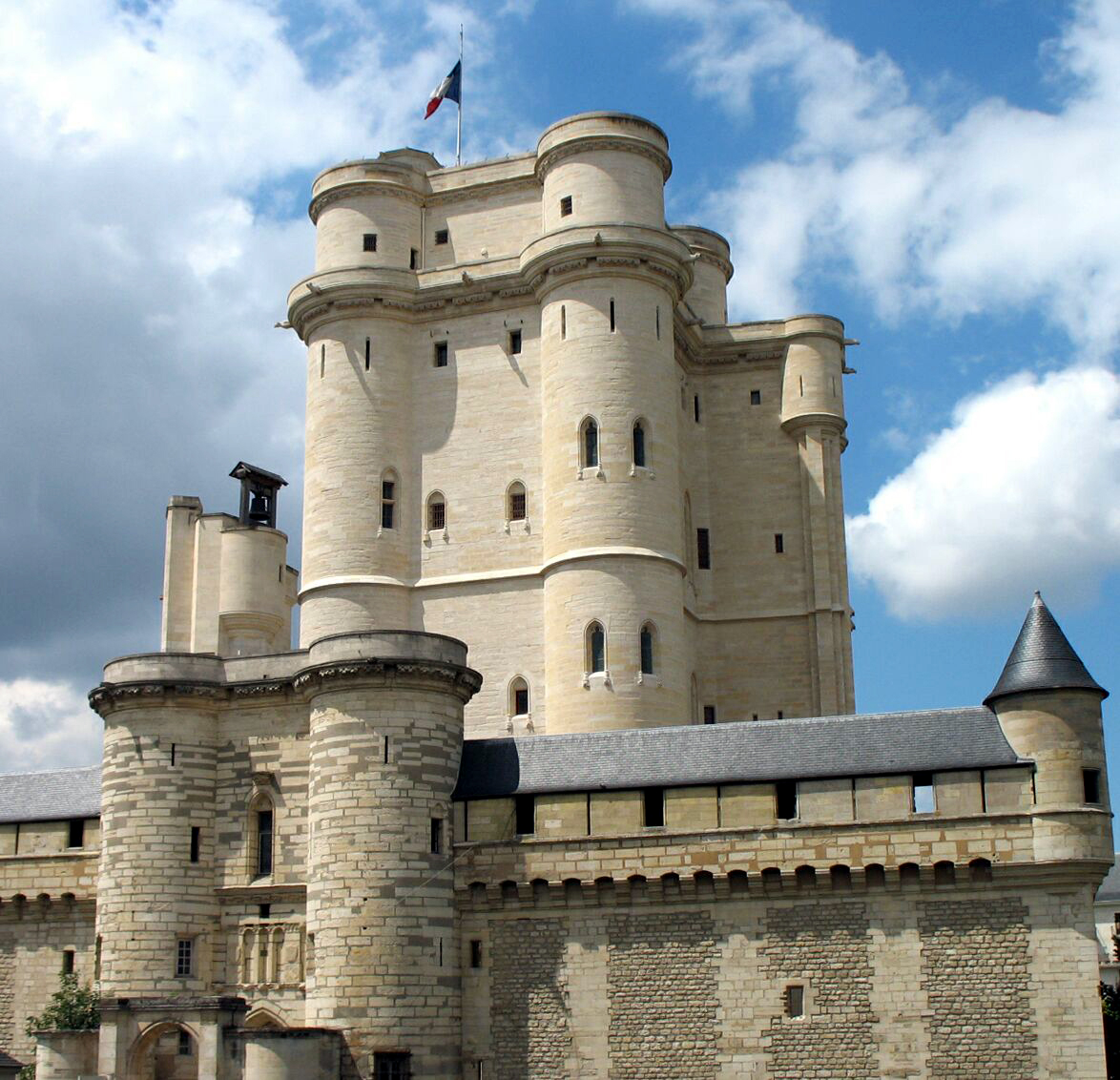
2000年经修复后的温森城堡主塔外观

如今，万塞讷城堡既在法国文化及通信部的管辖下（因其为历史性建筑），也在法国国防部的管辖下（因其现在是一处国防历史查询处）。
1988年，针对万塞讷城堡的一项巨大的整修项目启动。2007年，对城堡主塔的主要修复工作已经完成。主塔建筑得到了加固，皇室的房间也重新向公众开放。

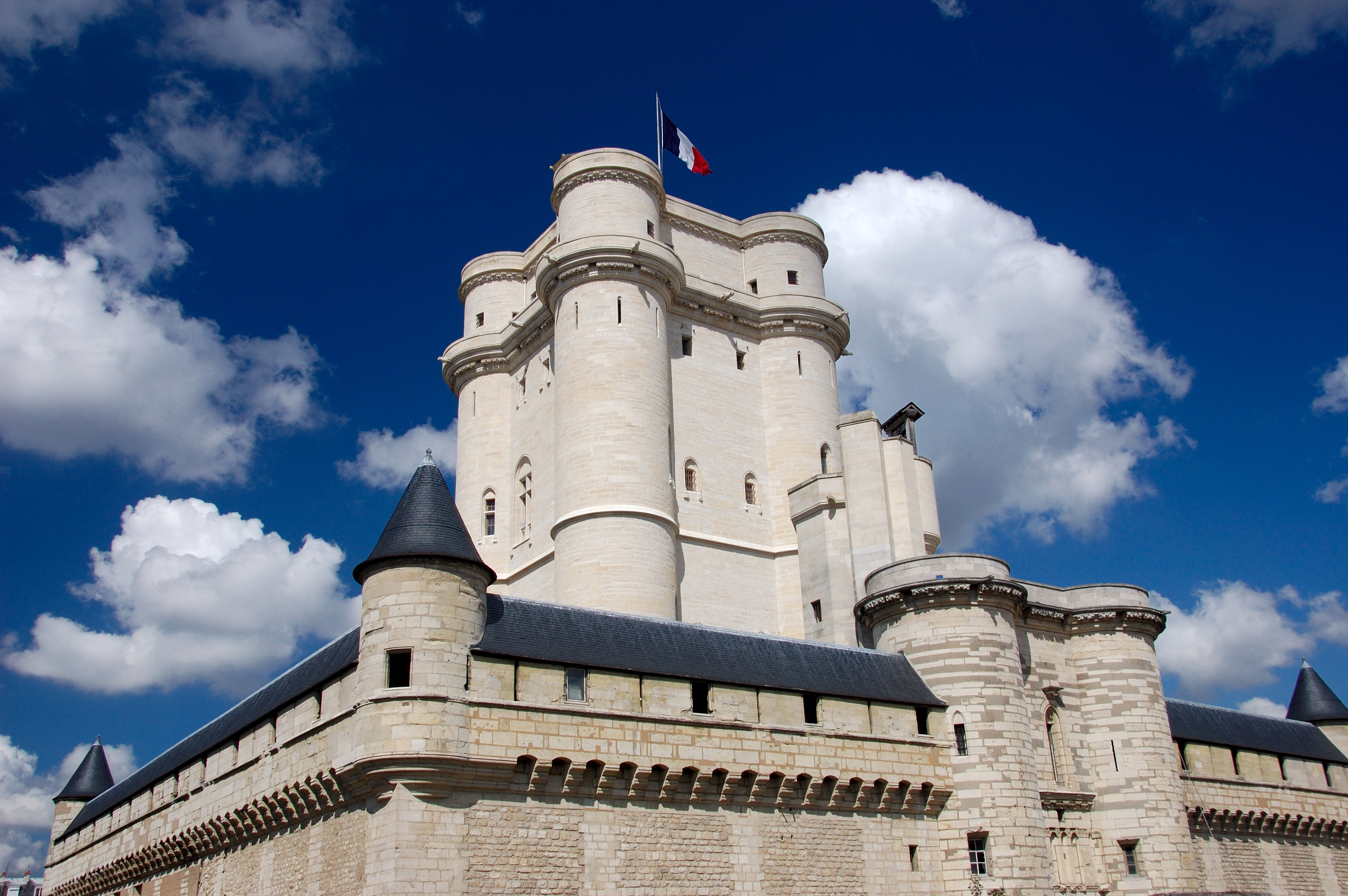
修复后的万塞讷城堡主塔 (2006)
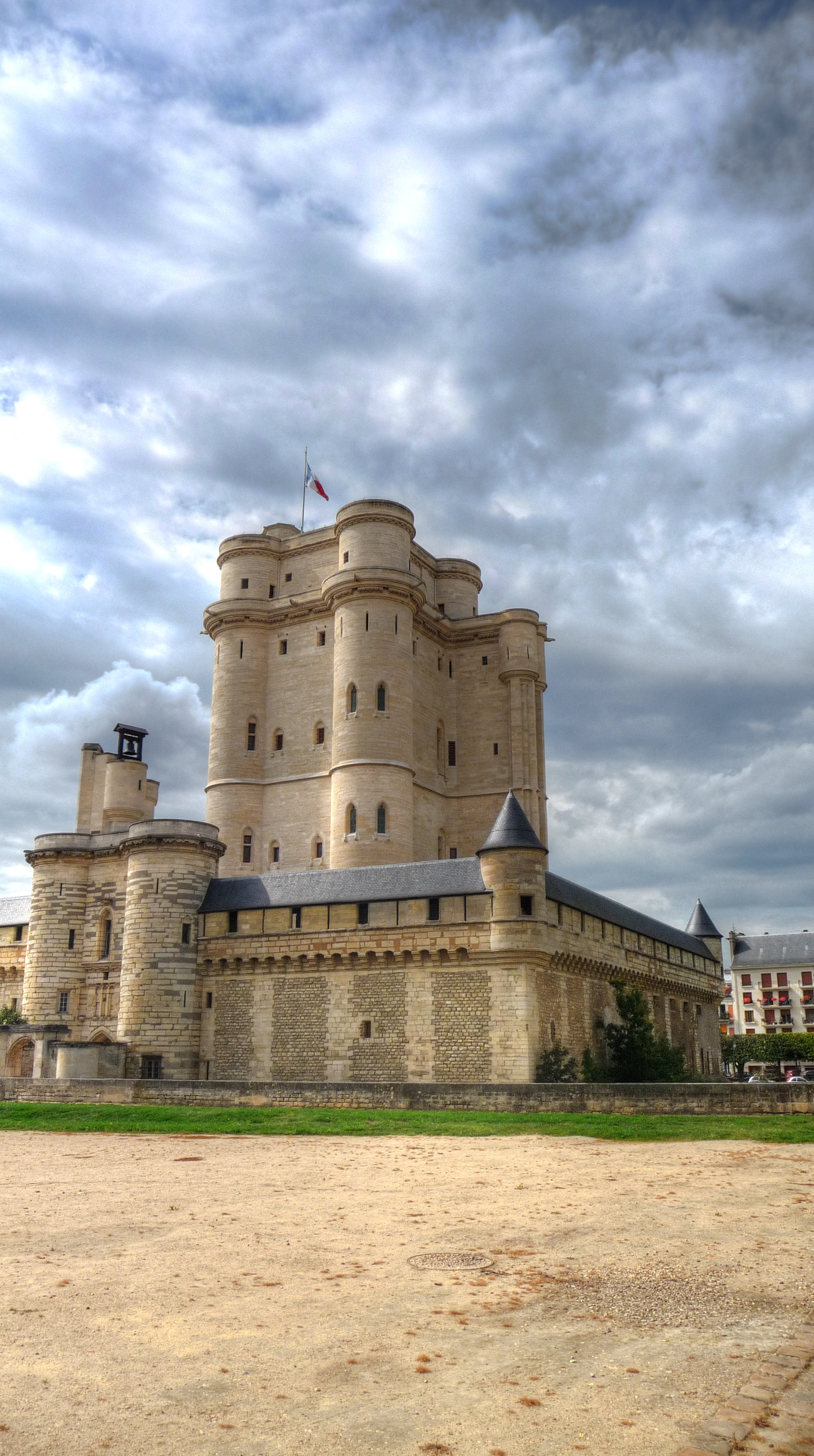
万塞讷城堡主塔
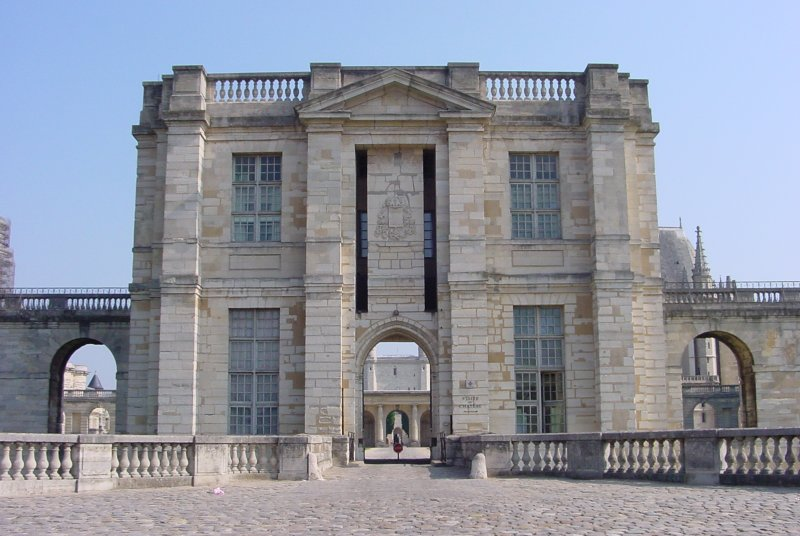
万塞讷城堡南入口
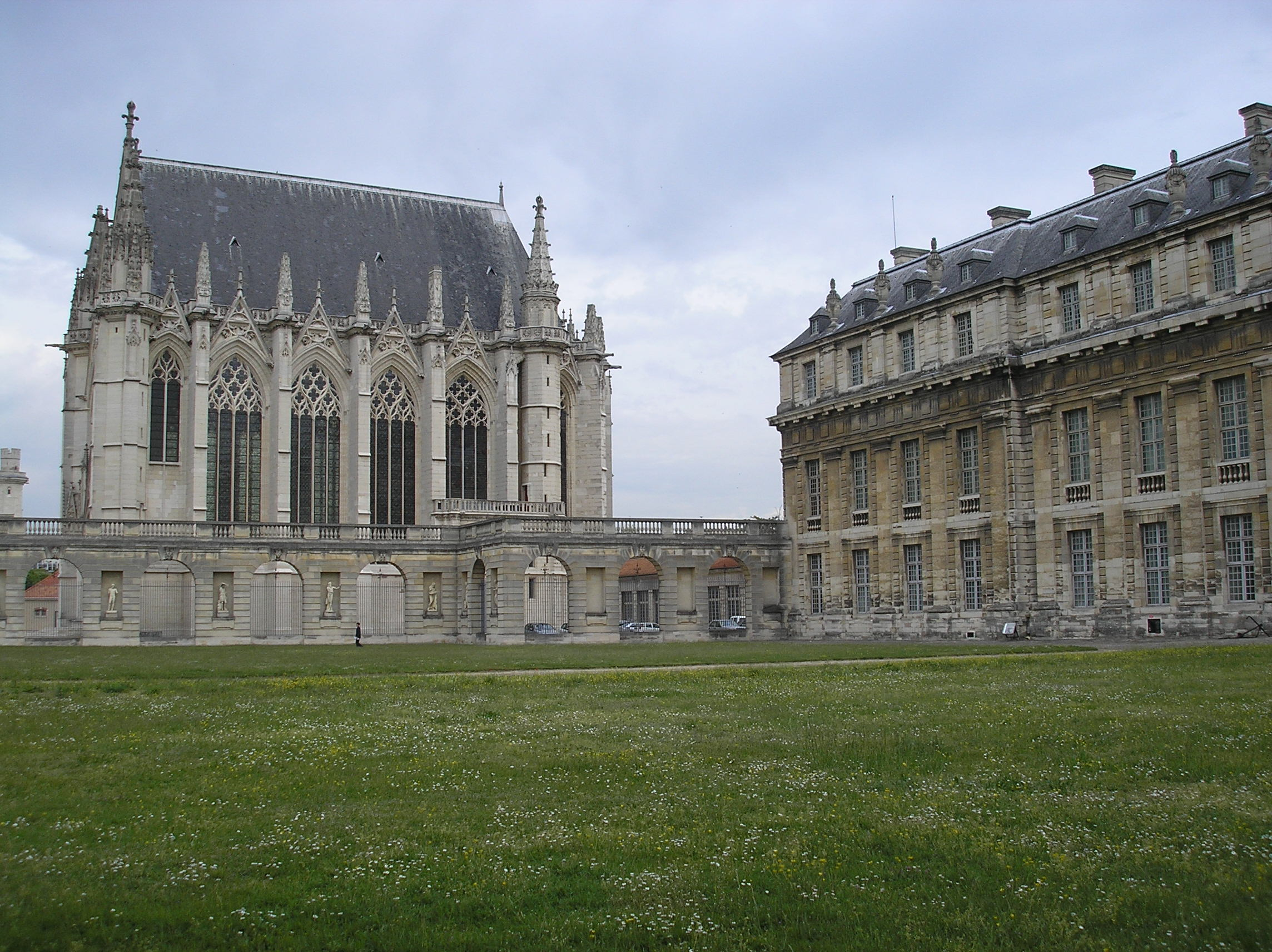
万塞讷城堡内的小礼拜堂